# 出先機関
出先機関（でさききかん、英語: Destination agencies）とは、主に国や地方公共団体の行政機関において本庁や本局などのほかに地方に置かれる補助機関のことである。単に出先と呼ぶこともある。

## 国における出先機関
国家行政組織法（昭和23年法律第120号）第9条によれば「国の行政機関には、その所掌事務を分掌させる必要がある場合においては、法律の定めるところにより、地方支分部局を置くことができる」（国家行政組織法第9条）とされ、国の地方行政機関（駐在機関を含む）は、国会の承認を経なければ、これを設けてはならず（地方自治法（昭和22年法律第67号）第156条第4項前段）、国の地方行政機関の設置及び運営に要する経費は、国においてこれを負担しなければならない（第4項後段）とされる。ただし、司法行政及び懲戒機関、地方出入国在留管理局の支局及び出張所並びに支局の出張所、警察機関、官民人材交流センターの支所、検疫機関、防衛省の機関、税関の出張所及び監視署、税関支署並びにその出張所及び監視署、税務署及びその支署、国税不服審判所の支部、地方航空局の事務所その他の航空現業官署、総合通信局の出張所、電波観測所、文教施設、国立の病院及び療養施設、気象官署、海上警備救難機関、航路標識及び水路官署、森林管理署並びに専ら国費をもつて行う工事の施行機関については、国会の承認が必要な旨の適用はない（地方自治法第156条第5項で4項前段の適用除外）。

## 地方公共団体の出先機関
地方自治法では、普通地方公共団体の長は、その権限に属する事務を分掌させるため、条例で、必要な地に、都道府県にあつては支庁（道にあつては支庁出張所を含む。）及び地方事務所、市町村にあつては支所又は出張所を設けることができると規定されている（地方自治法第155条第1項）。また、支庁などのほか法律又は条例の定めるところにより、保健所、警察署その他の行政機関を設けるものとされる（地方自治法第156条第1項）。支庁若しくは地方事務所又は支所若しくは出張所そのほか行政機関の位置、名称及び所管区域は、条例でこれを定めなければならないと規定されている（地方自治法第155条第2項、第156条第2項）。なお、支庁・地方事務所・出張所・支所などの出先機関または行政機関の位置を定め又はこれを変更するに当つては、住民の利用に最も便利であるように、交通の事情、他の官公署との関係等について適当な考慮を払わなければならないとされる（地方自治法第4条第2項、第155条第3項、第156条第3項）。